# Il gran mogol
Il gran mogol (El gran mogol), RV 431a, es un concierto para flauta de Antonio Vivaldi, escrito en la década de 1720 o principios de la década de 1730. Era la parte india de un conjunto de cuatro conciertos 'nacional', La Francia (Francia), La Spagna (España) y L'Inghilterra (Inglaterra) - los otros tres se han perdido.
Apareció en el catálogo de venta de un librero holandés de 1759 y se consideraba perdida hasta el 2010, cuando fue redescubierto por Andrew Woolley en los papeles de Señor Robert Kerr (?-1746), el hijo de William Kerr, 3er Marqués de Lothian, ahora en los Archivos Nacionales de Escocia. El propio Kerr fue un flautista y se cree que las consiguió en un grand tour que realizó por Italia. Le ha sido asignado el RV 431a en el Catálogo Ryom.